# Bà Marple
Bà Marple hay còn gọi là Jane Marple là một nhân vật thám tử giả tưởng của Agatha Christie. Bà là thám tử được yêu thích thứ hai sau Hercule Poirot. Bà Marple xuất hiện trong 12 tiểu thuyết và 20 truyện ngắn của Agatha Christie.

## Giới thiệu
Bà Jane Marple là một phụ nữ lớn tuổi, không kết hôn (nên tiếng Anh gọi là Miss Marple) sống tại ngôi làng Anh nhỏ bé St. Mary Mead. Bà Marple là một phụ nữ cao gầy trông khoảng 65 đến 70 tuổi. Bà có mái tóc trắng như tuyết, đôi mắt xanh xám và khuôn mặt hồng hào nhăn nheo. Trông bà như một cụ bà bình thường, ăn mặc gọn gàng trong bộ váy áo vải tuýt và thường xuyên đan áo hoặc nhổ cỏ trong vườn.
Nhân vật Jane Marple trong cuốn sách Miss Marple đầu tiên, The Murder at the Vicarage, có sự khác biệt rõ ràng so với hình tượng của bà trong những cuốn sách sau đó. Phiên bản đầu tiên này của bà Marple là một người ngồi lê đôi mách và không đặc biệt tử tế. Trong những cuốn sau, bà trở thành một người tốt bụng và hiện đại hơn.
Bà Marple không kết hôn và không có họ hàng gần. Cuốn Vicarage có sự xuất hiện của cháu trai cô Marple, "nhà văn nổi tiếng" Raymond West. Vợ anh ta Joan (ban đầu có tên là Joyce), một họa sĩ hiện đại, xuất hiện vào năm 1933 trong The Thirteen Problems. Raymond tỏ ra quá tự tin vào bản thân và đánh giá thấp năng lực trí tuệ của Cô Marple. Trong những năm sau này, Cô Marple sống chung với một người bầu bạn tên là Cherry Baker.
Mặc dù chưa bao giờ kết hôn, The Murder at the Vicarage có hé lộ vài điều về bà Marple thời trẻ. Bà cho biết mình từng yêu một người đàn ông đã có vợ, người muốn bỏ vợ để cưới bà. Ông bị gọi vào lính trong Chiến tranh thế giới thứ nhất và bà Marple bắt ông hứa không được ly hôn. Ông hy sinh trên chiến trường không bao giờ trở lại và bà Marple không bao giờ kết hôn nữa.
Bà Marple có thể phá những vụ án hóc búa không chỉ do trí thông minh sắc sảo của mình, mà còn bởi St. Mary Mead, trong suốt cuộc đời bà, đã cho bà những ví dụ dường như vô tận về khía cạnh tiêu cực của bản tính con người. Điểm này bà khác với Poirot, vì bà tin rằng tất cả mọi người ở tất cả mọi nơi đều giống nhau, với những thói xấu và ham muốn xấu xa (thậm chí trong ngôi làng nhỏ nơi bà sống). Bà không cần "những tế bào xám" của Poirot hay sự giúp đỡ của Scotland Yard, thuần túy chỉ có óc quan sát và sự hiểu biết về con người đã dẫn bà đến với sự thật.
St. Mary Mead là một ngôi làng hư cấu nơi bà Marple sống. Qua năm tháng và tiểu thuyết, ngôi làng đã có những thay đổi và phát triển vượt bậc. Ngôi làng này cách London 25 dặm và cách bờ biển khoảng 12 dặm. Thành công của bà Marple phần nhiều đến từ sự quan sát của bà về cư dân trong làng.
Christie viết cuốn tiểu thuyết kết thúc cho sê-ri Marple, "Sleeping Murder", vào năm 1940. Bà đã khóa nó trong két sắt ngân hàng để giữ an toàn phòng trường hợp bà chết trong vụ oanh tạc. Cuốn tiểu thuyết không được xuất bản cho đến thời điểm sau cái chết của Christie năm 1976, khoảng 36 năm sau khi được viết ra. Sleeping Murder tạo ra một số thay đổi trong tiến trình thời gian của sê-ri, trong đó một số nhân vật đã chết trong những tiểu thuyết xuất bản trước đó lại xuất hiện trở lại. Không như Hercule Poirot, Jane Marple vẫn sống trong cuốn tiểu thuyết cuối cùng của bà.

### Các tiểu thuyết
Dưới đây là danh sách các tiểu thuyết có sự xuất hiện của Bà Marple
1. Án mạng ở nhà mục vụ (1930)
2. The Body in the Library (1942)
3. The Moving Finger (1943)
4. A Murder is Announced (1950)
5. They Do It with Mirrors, hoặc Murder with Mirrors (1952)
6. A Pocket Full of Rye (1953)
7. 4.50 from Paddington, hoặc What Mrs. McGillicuddy Saw! (1957)
8. The Mirror Crack'd from Side to Side,hoặc Mirror Crack'd (1962)
9. A Caribbean Mystery (1964)
10. At Bertram's Hotel (1965)
11. Nemesis (1971)
12. Sleeping Murder (viết 1940,xuất bản 1976)